# Tasjanta
Tasjanta (Russisch: Ташанта) is een dorp (selo) in het district Kosj-Agatsjski in het uiterste zuidoosten van de Russische autonome deelrepubliek Altaj aan de grens met Mongolië (ongeveer 21 kilometer). De plaats vormt het eindpunt van de Tsjoejatrakt (M52) en een Russische grenspost. De plaats ligt op ongeveer 50 kilometer van Kosj-Agatsj, 510 kilometer van Gorno-Altajsk en meer dan 960 kilometer van het beginpunt van de Tsjoejatrakt; de stad Novosibirsk.

## Geschiedenis
De Russen kregen de zuidelijke Altaj in handen in de tweede helft van de 18e eeuw. Tot de Russische Revolutie bleef hun aanwezigheid in dit gebied echter zeer beperkt. Alleen in Kosj-Agatsj bevond zich een grenspost. Na het eindigen van de Russische Burgeroorlog in dit gebied rond 1924, kwam hierin verandering. Op 15 mei 1926 werd een Russische grenspost gesticht in Tasjanta. Deze stond tot 1933, toen de douanegebouwen gereed kwamen, onder jurisdictie van het douanekantoor in Kosj-Agatsj. In 1933 werden alle functies vandaar uit overgeheveld naar Tasjanta, waar ze tot 2002 zijn gebleven. In november van dat jaar werd Tasjanta weer een gewone grenspost en werd het douanekantoor weer terug verplaatst naar Kosj-Agatsj. In 2002 werd de post ook gemoderniseerd en geautomatiseerd en kreeg een capaciteit van 100 motorvoertuigen per dag. De lange wachtrijen voor goederenvervoer vanuit Mongolië zijn echter gebleven.